# Klára Leövey

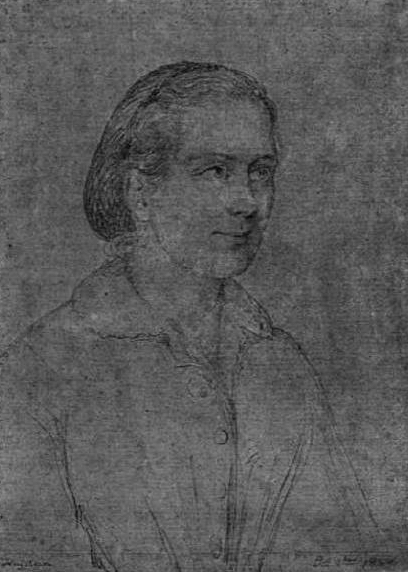
Klára Leövey, Bild von Blanka Teleki

Klára Leövey (geboren am 25. März 1821 in Máramarossziget, gestorben am 8. April 1897 in Budapest) war eine ungarische Pädagogin, Schriftstellerin, Journalistin und Vorreiterin in der ungarischen Mädchenerziehung.

## Leben
Leövey war die Tochter des Bezirksrichters und Landbesitzers József Leövey und dessen Frau Eszter Szathmáry (1796–1864). Ihr Vater, der 1837 starb, hinterließ ihr nur ein geringes Vermögen, das bereits in kurzer Zeit aufgebraucht war. Ihre Erziehung hatte sie überwiegend durch ihre Mutter erhalten, die sie auch in Musik und Gesang ausbilden ließ. Nach der Gründung des Wohltätigkeitsvereins in Marmarosch war sie ab 1836 Mitglied der Kunstliebhabergesellschaft. Sie trat als Schauspielerin und Sängerin für den Verein auf. Die Jahre 1842 bis 1843 verbrachte sie gemeinsam mit der Baronin Klára Sztojka im Haus des Barons Imre Sztojka, des damaligen Gesandten von Marmarosch.
Im November 1846 wurde sie als Gouvernante und Lehrerin an dem von der Gräfin Blanka Teleki in Pest gegründeten Frauenbildungsinstitut angestellt. Leövey war eine Anhängerin der ungarischen nationalen Ideen und der Ungarischen Revolution von 1848/1849. Nachdem die Schule im Jahr 1848 geschlossen worden war und sich Alfred I. zu Windisch-Graetz am Anfang des Jahres 1849 auf Buda zubewegte, reiste sie nach Debrecen in Ostungarn, wo sich das neue Zentrum der Revolution befand. Hier arbeitete sie mit anderen ungarischen Frauen als Krankenschwester und pflegte verwundete Soldaten. Nach der Niederschlagung der Revolution unterrichtete Leövey an Mädchenschulen in Siebenbürgen. Da sie sich mit Blanka Teleki weiterhin am patriotischen Widerstand beteiligte, wurden beide 1851 inhaftiert und später in die Festung Kufstein (Österreich) gebracht. Nach ihrer Freilassung am 11. Juli 1856 kehrte sie nach Maramarossziget zurück und ließ sich im Haus ihres Cousins Gábor Várady (20. November 1820–12. November 1906) nieder. Dieser hatte dort 1854 den „Kindergartenverein Elisabeth“ gegründet. In dem Haus richtete sie die private Frauenlehranstalt, eine Bildungseinrichtung für junge Mädchen und Frauen ein. Diese war die Vorgängerin des späteren, mit der Unterstützung des Frauenvereins gegründeten Frauenbildungsinstituts, aus dem die spätere Staatliche Höhere Töchterschule entstand. Ab 1861 wurde Leövey Direktorin des Institutes. Die habsburgische Regierung missbilligte aber das ungarisch gesinnte Bildungsprogramm der Anstalt und ließ die Einrichtung schließen. Im Jahr 1862 unternahm sie mit Blanka Teleki eine Reise nach Paris. Nach dem Tod von Blanka Teleki wohnte sie bei der Familie De Gerando, unterrichtete Kinder in Paris und verbrachte später Zeit in St. Ange, im Schloss von Oberst Miklós Kiss und seiner Frau.
Leövey kehrte 1865 nach Siebenbürgen zurück und wurde mit der Erziehung der Kinder des Grafen Miksa Teleki in Kendilóna beauftragt. 1866 begann sie sich mit Journalismus zu beschäftigen. István Szilágyi, Herausgeber der Zeitung Marmarosch, half ihr Journalistin zu werden und veröffentlichte ihre Artikel. Sie verfasste auch Artikel für andere Zeitungen. Thematisch befasste sie sich mit den Erinnerungen an den Unabhängigkeitskrieg von 1848/1849. Sie lehnte den Österreichisch-Ungarischen Ausgleich ab und stellte sich zugunsten von Kossuth gegen Ferenc Deák. In ihren Memoiren berichtete sie über ihre Jahre im Gefängnis von Kufstein.
1889 zog sie nach Budapest und beteiligte sich am sozialen und literarischen Leben. Anlässlich des Todes von Lajos Kossuth setzte sie sich für die Förderung seines geistigen Erbes ein. Im April 1897 wurde sie in Budapest von einem Omnibus überfahren und starb wenige Stunden später. Ihre letzte Ruhestätte befindet sich auf dem reformierten Friedhof in Marmaroschsiget in dem Grabgewölbe, das sie für ihre Mutter, die 1864 starb, hatte bauen lassen.
Leövey war ordentliches Mitglied des Ungarischen Landes-Frauenbildungsvereines.